# Motutunga
Motutunga gehört zur Gemeinde Anaa, ist ein unbewohntes Atoll des Tuamotu-Archipels in Französisch-Polynesien und liegt 17 km südöstlich von Tahanea. Es hat eine dreieckige Form von 15 km Länge und maximal 14 km Breite, ist von einem Saumriff umgeben und die Lagune hat keinen schiffbaren Zugang zum Meer.
Motutunga wurde 1773 von James Cook entdeckt und ursprünglich auf den Namen seines Schiffes Adventure getauft. Der Spanische Seefahrer Domingo de Boenechea sichtete die Insel im Jahr 1774 und gab ihr den Namen San Blas.